# رمز الشر
رمز الشر: مفتي هتلر وصعود الإسلام الراديكالي هو كتاب كتب في 2008 من قبل ديفيد ج. دالين وجون روثمان نشرت في البداية من قبل راندوم هاوس. نسخة 2009 من الكتاب من قبل الناشرين مقدمة من ألان ديرشويتز. وهي سيرة الحاج أمين الحسيني (1895-1974)، الذي كان مفتي القدس الكبرى خلال فترة الانتداب البريطاني. وكان بعض المراجعين ينتقدون أسلوبه «الدعاية بشكل علني»، مستشهدين بأخطاء وقائعية عديدة وينتقدون أطروحته بأنها خطا مباشرا يمكن استخلاصه من المفتي إلى القادة الإسلاميين المعاصرين على أنه غير مقنع ويفتقر إلى الأدلة. وأشاد مراجعون آخرون بالكتاب، ووصفه بأنه «أول سيرة خطيرة للمفتي ليظهر في 14 عاما». 

## ملخص
يصور الكتاب الحسيني، وهو أحد أفراد عائلة القدس العربية الهامة، شخص معادي للسامية وشخصية رئيسية في غرس العالم العربي الحديث مع المواقف المعادية للسامية. وتؤكد أن وجهات نظر الحسيني كانت بمثابة الإهانة لكل الإرهاب الحديث في الشرق الأوسط «سلسلة من الرعب غير المتقطع من أدولف هتلر والحاج أمين الحسيني وسيد قطب وياسر عرفات إلى مؤسس حركة حماس وزعيمها الروحي الشيخ أحمد ياسين والشيخ عمر عبد الرحمن ورمزي يوسف الذي خطط لتفجيرات مركز التجارة العالمي عام 1993 لأسامة بن لادن ومحمد عطا إلى أحمد عمر سعيد الشيخ الإرهابي المسلم الباكستاني الذي خطط لخطف وقتل الصحفي الأمريكي دانيال بيرل، والرئيس الإيراني محمود أحمدي نجاد». 

## التعليقات
تلق كتاب رمز الشر استجابة حاسمة بشدة من بعض المراجعين. ويصف سيمون ماكسويل أبتر، الذي كتب في سان فرانسيسكو كرونيكل، الكتاب بأنه «خطي وعلى ما يبدو مكتوب على عجل» و «خالي من أي فارق دقيق أو مضادة» لإصراره على إلقاء اللوم على المفتي «لأي شيء وكل شيء إسلامي». واعترافا بأن الحسيني قد لعب بالفعل دورا هاما في التحريض على العنف المعادي لليهود، يخلص أبتر إلى أن رمز الشر تقدم تبسيطا مشوها للتاريخ: «للمطالبة بأن رمز الشر يرسم نظرة بالأسود والأبيض من التاريخ، انها قصة سوداء تماما - أو بيضاء تماما - هنا.»
انتقد المؤرخ الإسرائيلي توم سيغف في صحيفة نيويورك تايمز الكتاب بأنه «قيمة علمية قليلة، وقد يكون ضارا بآفاق السلام في الشرق الأوسط». ويسلط سيغف الضوء على فشل المؤلفين الثابت في تقديم أدلة قوية، على سبيل المثال التأكيد على أساس شائعات بأن الحسيني مدين بموقفه من «علاقة مثلية عاطفية» مع مسؤول بريطاني بارز، لدرجة أن الكتاب «طمس الشروط الراديكالية للإسلام ومعاداة السامية والنازية» ويجمعون معا العديد من العرب والمسلمين«بتلاميذ المفتي». ويخلص إلى ما يلي: «إن الكتاب يستحق الذكر، لأنه ينتمي إلى نوع من التهجير العربي الشعبي الذي غالبا ما يعتقد بأنه» جيد لإسرائيل «. وليس الاقتراح كذلك أن أعداء إسرائيل هم نازيون، أو ورثة النازيين، قادرون على تثبيط أي حل وسط عادل مع الفلسطينيين، وهذا أمر سيء لإسرائيل». 
أثنى بيني موريس، وهو مؤرخ إسرائيلي، على المؤلفين ل "وضع أصابعهم على صلات هامة"، لكنهم ينتقدون نوعية عملهم، ويصفون «رمز الشر» بأنه "كتاب سيء": "إنهم لا يستطيعون الوصول، فقرهم الدراسي، غالبا ما يفشلون في الإقناع، وترك القارئ مع الذوق السيئ للدعاية ". ويعلق أنهم" لا يعانون من الدعامة ولكن من أهداف دعائية علنية. وهم يضربون باستمرار طبل إيديولوجي. صفاتهم هي الهبة. كل نص معاد للسامية هو "فظيع" أو "سيء السمعة". "إن الكتاب" مليء بأخطاء الواقع "، ووصف موريس بأنه" فاحش "في تأريخ المؤلفين في تاريخ معاصر فاز فيه النازيون الحرب العالمية الثانية، وإبادة اليهود في فلسطين بمساعدة الحسيني، وعلى الرغم من ذلك، فإن موريس يقول بأن "الكثير من ما يقوله الكتاب صادق وصريح، 
يصف جيمس سروديس من صحيفة واشنطن تايمز «رمز الشر» بأنها «محاولة أخرى لاتخاذ طريق صالح للاستكشاف التاريخي» من خلال رسم روابط مشكوك فيها بين الإسلاميين وهتلر. يعلق سروديس على أن قصة الحسيني «مهمة بما فيه الكفاية دون تطريزها مع الصليب المعقوف»، مشيرا إلى الدور الذي لعبه الحسيني في إثارة أعمال الشغب والقتل المعادية لليهود في فلسطين التي تحكمها بريطانيا. ومع ذلك، ينتقد صاحب البلاغ القصة بأنها «الضجة المخزية» التي «مجرد الخلط بين القصة الأكبر... من خلال محاولة رسم خط مباشر من أدولف هتلر إلى الحسيني ثم إلى ابن عمه ياسر عرفات، ناهيك عن صدام حسين». 
مراجعات كيركوس هي أيضا ذات أهمية حاسمة، مشيرا إلى أنه على الرغم من أن الكتاب قد قام ببحوث أرشيفية واسعة «كتابهم ليس قطعة من المنح الدراسية المتطورة» ويأخذ «مواقف مؤيدة لإسرائيل بشكل تعسفي». ويبدأ الكتاب على أنه «دراسة معمقة لجانب نادرا ما درس في الحرب العالمية الثانية - تعاون الأحزاب السياسية الإسلامية وأنظمة الشرق الأوسط مع النازيين - [ولكن] يتطور سريعا إلى موجز للعالم المحافظ الجديد». يقدم المؤلفون «تحليلا مشكوكا فيه على نطاق واسع» و «المزيد من التكهنات مما هو موجود عادة في كتب التاريخ». 
يشير الكتاب إلى أن نقاش الكتاب عن الأنشطة الفاشية للحسيني «غير مثيره للجدل نسبيا». وهو ينتقد المؤلفين لاختيار التفسيرات التي ترسم المفتي في ضوء سيئ حينما تكون التفسيرات متعددة ممكنة، وذكر أطروحة أن الحسيني يمكن أن تكون مرتبطة بمعارضي العصر الحديث لإسرائيل والولايات المتحدة في الشرق الأوسط «أضعف كثيرا». 
رأى مراجعون اخرون الكتاب إيجابيا. يكتب مارتن سييف من صحيفة واشنطن تايمز أن «المؤلفين يروون هذه القصة بشكل جيد وجيد جدا»، ويصف الكتاب بأنه «قيم» و «أول سيرة خطيرة للمفتي ليظهر في 14 عاما»، وكان نقده الرئيسي هو أن الكتاب قصير جدا، ولا يشمل العتاد من المحفوظات الألمانية، الذي يقترح أن يتم تشجيع المؤلفين على علاج مع طبعة ثانية. 
يكتب جوناثان شانزر في صحيفة جيروزاليم بوست نظرة أكثر إيجابية ووصف رمز الشر بأنه تاريخ «استثنائي» يرسم صورة صارخة لروابط الحسيني مع النازيين ودوره الخطير في الرايخ الثالث ويحدد «العديد من أوجه التشابه بين أيديولوجية النازية القاتلة في الأربعينات والايديولوجية الجهادية القاتلة التي تهيمن على العناوين اليوم». ومع ذلك، مثل موريس انتقد التفاف الكتاب إلى التاريخ المضاد، واصفا إياه بأنه «مماس لا داعي له». 
كما يثني جوناثان س. توبين الباحث اليهودي على المؤلفين سعيا إلى تسليط الضوء على شخصية تستحق اهتماما أكبر بكثير مما كان قد تلقاه في العقود الأخيرة «، لكنها تنتقد» عدم وجود أبحاث أصلية «، وأحيانا التخمينات غير المعلنة» و«التكهنات الفظيعة التي تضيف القليل من القيمة إلى الأدبيات الموجودة حول هذا الموضوع»، ولا سيما استخدام«مزعج بشكل خاص» للتاريخ المضاد. ومع ذلك، يخلص إلى أنه «على الرغم من عيوبه، فإن كتاب دالين وروثمان يستهدفان عندما يخلص إلى أن الحسيني كان شخصية أساسية ليس فقط في تاريخ الصراع العربي الإسرائيلي، بل في ثقافة العالم الإسلامي».
ويلاحظ الكاتب البريطاني ديفيد برايس جونز أن رمز الشر تعتمد كليا على مصادر اللغة الإنجليزية، "متجاهلة الأدب المكثف باللغة الألمانية والعربية" بما في ذلك مذكرات الحسيني الخاصة. الكتاب "طويل على السخط، أكثر جدل واسرع من أي شيء آخر." وهي تشارك في التكهنات، مع "العبارات والحكايات التي يمكن للمرء أن يتصورها،" "يمكن أن يكون هناك شك يذكر" و "ليس من غير المعقول التكهن" كلها تظهر في نفس الصفحة ". 
يقول جون برادلي، وهو كاتب في شؤون الشرق الأوسط، في كتاب «ذي ستريتس تايمز» إن الكتاب «يصنع حالة مقنعة أن الحسيني كان على دراية بالحل النهائي وشجعه، وكان ينبغي أن يحاكم كمجرم حرب في نورمبرغ.» ومع ذلك، فإن النصف الثاني من الكتاب هو «جهد سخيف ومتناقض ذاتيا» الذي «يقوض أكثر من ذلك من خلال منحة غير مطابقه للمواصفات حقا». ويشير إلى أن دافع المؤلفين هو «ربط كل انتقادات إسرائيل لمعاداة السامية، ومن ثم ضمنا كل انتقادات الصهيونية باعتبارها تقدم دعما فعالا للقاعدة والشركات التابعة لها»، ويخلص إلى أن أيقونة الشر هي «الأكثر فائدة كمثال على كيفية تشويه التاريخ من قبل أولئك الذين يستخدمونه فقط لتعزيز أجندة إيديولوجية النفط». 
قام مارفن أولاسكي، رئيس تحرير مجلة وورلد الأمريكية، بمقابلة المؤلفين دالين وروثمان حول كتابهما، ولا سيما ادعائهما "رعاية الإرهابيين مدى الحياة للإرهاب" وادعائهما بأن الحسيني أصبح جزءا من دائرة هتلر الداخلية في برلين، والعمل بشكل وثيق مع كبار قادة النازية، بما في ذلك فون ريبنتروب، هيملر، وايخمان "واتفقوا مع ادعاءاتهم واستنتاجاتهم. 

## روابط اضافية
- Icon of Evil website نسخة محفوظة 25 أغسطس 2008 على موقع واي باك مشين.